# فهرست ویکی‌ها
در این صفحه فهرستی از وبگاه‌های سرشناس فهرست شده‌اند که از یک مدل ویکی استفاده می‌کنند. این وبگاه‌ها گاهی ممکن است از یک نرم‌افزار دیگر برای بهتر برآورده کردن سیستم مدیریت محتوا برای کاربران‌شان استفاده کنند.

## ویکی‌های فهرستی
| نام و پیوند        | موضوع                               | توضیحات | مدخل‌ها     | پروانه                           |
| ------------------ | ----------------------------------- | --- | ---------- | -------------------------------- |
| آپروپدیا           | انگلیسی، فرانسوی، آلمانی، اسپانیایی | توسعه پایدار شامل فناوری مناسب | ۴٬۹۳۴      | CC BY-SA 3.0                     |
| آسترودیتابنک       | انگلیسی                             | یک ویکی دربارهٔ اختربینی با تاریخ تولد افراد برجسته                                                                                                  | ۴۸٬۲۹۶     |                                  |
| اوریپدیا           | دانشنامه‌ای                          | | ۶٬۰۰۰٬۰۰۰  | اجازه‌نامه کرییتیو کامنز          |
| باسه ده داتوز      | دانشنامه‌ای به زبان اسپانیایی        | دانشنامه‌ای به زبان اسپانیایی |            | دارای حق تکثیر/سایر پروانه‌ها     |
| بایدو بایکه        | دانشنامه‌ای به زبان چینی             | دانشنامه‌ای به زبان چینی | ۱۴٬۳۱۰٬۰۰۰ | دارای حق تکثیر                   |
| پروف‌ویکی           | اثبات‌های ریاضی                      | یک ویکی برای اثبات‌های ریاضی |            |                                  |
| پلنت‌مث             | ریاضی و غیره                        | یک دانشنامه ریاضیاتی به سبک ویکی |            |                                  |
| تی‌وی تروپس         | دانشنامه‌ای                          | معطوف شده بر روی مجازهایی که به زبان‌های مختلف در رسانه‌ها استفاده می‌شود                                                                              | ۱۶۳٬۸۴۱    | CC BY-SA 3.0                     |
| جوریس‌پدیا          | دولت و قانون                        | یک دانشنامه چندزبانه فرهنگستانی به زبان‌های عربی، چینی، انگلیسی، فرانسوی، آلمانی و اسپانیایی                                                         |            | CC-NC                            |
| جیا نیمز           | مکان‌ها                              | یک پایگاه داده گیتاشناختی که نام‌های خاص را با ویژگی‌هایشان پیوند می‌کند                                                                               |            |                                  |
| دانشنامه دراماتیکا |                                     | |            |                                  |
| دیویس‌ویکی          | مکان - دیویس، کالیفرنیا             | یک ویکی دربارهٔ دیویس، کالیفرنیا | ۱۵٬۵۹۳     | CC-by 3.0                        |
| شاهد حق تکثیر      | مطالعات حق تکثیر                    | برای مطلع کردن عموم از سیاست حق تکثیر و مسائل مربوط به آن                                                                                           | ۶۶۴        |                                  |
| فندوم یا فندام     |                                     | |            |                                  |
| کنسرواپدیا         | دانشنامه‌ای                          | اطلاعات مسیحیت محافظه‌کارانه | ۳۳٬۱۰۰     | دارای حق تکثیر (با استفاده آزاد) |
| واوویکی            | بازی وارکرفت                        | محتوای واوویکی در سال ۲۰۱۰ به واوپدیا منتقل شد | ۱۳۳٬۹۲۵    | CC BY-SA 3.0                     |
| ویکی‌پاسخ           | دانش عمومی                          | پاسخ به پرسش‌ها را در یک جا گردآوری می‌کند | ۱۱٬۲۶۵٬۰۰۰ | دارای حق تکثیر                   |
| ویکیسا             |                                     | |            |                                  |
| ویکی‌سفر            | مکان‌ها، مسافرت                      | راهنمای سفر چند زبانه، یک پروژه ویکی‌مدیا |            | CC BY-SA 3.0                     |
| ویکی‌شجره           | تبارشناسی                           | تبارنامه آزاد جهانی که از مدیاویکی استفاده می‌کند | ۱۱٬۱۴۸٬۲۹۶ | ناشناخته                         |
| ویکی‌کتاب           | عمومی، درسنامه‌ها                    | یک پروژه ویکی‌مدیا |            | CC BY-SA/other                   |
| ویکی‌واژه           | فرهنگ لغت چندزبانه                  | یک فرهنگ لغت آنلاین، یک پروژه ویکی‌مدیا |            | CC BY-SA 3.0                     |
| هودانگ (互动百科)  | دانشنامه‌ای                          | بزرگ‌ترین ویکی چینی |            | دارای حق تکثیر                   |
| AboutUs.com        | دایرکتوری اینترنتی                  | بیشتر اطلاعاتی دربارهٔ وبگاه‌های مختلف در آن گردآوری شده‌است. ابتدا از نرم‌افزار مدیاویکی استفاده می‌کرد ولی هم‌اکنون بیشتر از روبی آن ریلز استفاده می‌کند | ۱۷٬۶۱۱٬۱۴۶ | GFDL and CC BY-SA                |
| SKYbrary           | اطلاعات امنیت پرواز                 | |            |                                  |
| SNPedia            | علمی - زیست‌شناسی                    | یک پایگاه داده برای تحقیق و اطلاعات | ۳٬۵۰۰      | CC-by-nc-sa 3.0                  |

## ویکی‌های فارسی
یکی از دلایل ویکی‌نویس‌ها برای نگارش مطالب در این دانشنامه‌ها، نبود مقاله و اطلاعات مختصر در برخی از زمینه‌هاست. در زمینه ویکی‌نویسی شرط اولیه برای نگارش مطالب در این دانشنامه‌ها، ساختار مناسب مقاله، بی‌طرفی و آوردن منبع معتبر است.
| نام و پیوند                         | درون‌مایه                                                                | تاریخ آغاز کار | وضعیت   | مجوز         | امکان مشارکت |
| ----------------------------------- | ----------------------------------------------------------------------- | -------------- | ------- | ------------ | ------------ |
| آنارکوپدیای فارسی                   | موضوعات مرتبط با اقتدارگریزی (آنارشیسم)                                 | مارس ۲۰۰۸      | غیرفعال | ذکر نشده‌است  | آزاد         |
| اسلامیکال                           | دانشنامه آزاد اسلامی                                                    | ژانویهٔ ۲۰۲۳    | فعال    | CC BY-SA 4.0 | آزاد         |
| امامت‌پدیا                           | دانشنامهٔ امامت و ولایت                                                  | ژانویهٔ ۲۰۱۶    | فعال    | ذکر نشده‌است  | بسته         |
| بایگانی مطبوعات ایران               | کتاب جمعه و دیگر مطبوعات                                                | مهٔ ۲۰۱۰        | فعال    | ذکر نشده‌است  | بسته         |
| بنیاد دانش آزاد                     | ویکی بنیاد دانش آزاد                                                    | اوت ۲۰۱۱       | غیرفعال | GFDL         | آزاد         |
| پروژهٔ اَرتَه                          | متون قدیمی فارسی                                                        | فوریهٔ ۲۰۰۸     | غیرفعال | ذکر نشده‌است  | بسته         |
| دانشنامهٔ اسلامی                     | تبیین، توضیح و تفسیر موضوعات مطرح اسلامی بر مبنای باورهای شیعهٔ اثنی‌عشری | ژوئیهٔ ۲۰۰۶     | فعال    | ذکر نشده‌است  | بسته         |
| دانشنامه اهل‌بیت                     |                                                                         | دسامبر ۲۰۱۰    | غیرفعال | ذکر نشده‌است  | غیرفعال      |
| دانشنامهٔ تخصصی فارسی اندروید        | ویکی انجمن تخصصی اندروید ایران                                          |                | غیرفعال | ذکر نشده‌است  | آزاد         |
| دانشنامهٔ جغرافیای تاریخی جهان اسلام | جغرافیای تاریخی جهان اسلام                                              | آوریل ۲۰۱۱     | غیرفعال | ذکر نشده‌است  | بسته         |
| دانشنامهٔ محلات تهران                | دانشنامه آزاد شهر تهران                                                 | اوت ۲۰۰۹       | غیرفعال | ذکر نشده‌است  | آزاد         |
| دانشنامه هاگوارتز کلاب              |                                                                         |                | غیرفعال | ذکر نشده‌است  | بسته         |
| دائرةالمعارف تخصصی حسابداری         | دائرةالمعارف تخصصی حسابداری                                             |                | غیرفعال | ذکر نشده‌است  | آزاد         |
| سلامت ویکی                          | اطلاعات کاربردی برای شناخت بیماری‌ها                                     | اکتبر ۲۰۱۵     | فعال    | ذکر نشده‌است  | بسته         |
| نانشنامه                            | نانشنامه                                                                |                | غیرفعال | CC-By-NC-SA  | آزاد         |
| ویکی پلیس، دانشنامه پلیس            | مرکز دانشنامه نگاری پلیس ایران                                          |                | غیرفعال | ذکر نشده‌است  | بسته         |
| ویکی جزوه                           | ویکی جزوه دانشگاه قم                                                    | ژانویهٔ ۲۰۱۴    | غیرفعال | ذکر نشده‌است  | بسته         |
| ویکی حسین                           | دانشنامه ای مربوط به امام سوم شیعیان                                    | آوریل ۲۰۱۶     | فعال    | CC BY-SA 4.0 | آزاد         |
| ویکی حقوق                           | دانشنامه آزاد حقوق و قانون ایران                                        | ژوئیه ۲۰۲۲     | فعال    | ذکر نشده‌است  | آزاد         |
| ویکی خیر                            | تنها دانشنامه تخصصی امر خیر در ایران                                    | ژانویه ۲۰۱۵    | فعال    | ذکر نشده‌است  | آزاد         |
| ویکی رخداد                          | دانشنامه آزاد رویدادها                                                  | اوت ۲۰۲۳       | فعال    | ذکر نشده‌است  | آزاد         |
| ویکی‌دُرج                             | کتابخانه آزاد شعر پارسی                                                 |                | غیرفعال | ذکر نشده‌است  | بسته         |
| ویکی‌دی‌ام                            | دانشنامه آزاد دیجیتال مارکترها                                          |                | غیرفعال | ذکر نشده‌است  | بسته         |
| ویکی شیعه                           | دانشنامه مجازی مکتب اهل‌بیت                                              | ژوئن ۲۰۱۳      | فعال    | ذکر نشده‌است  | بسته         |
| ویکی فرق                            | دانشنامه فرقه‌های اسلامی                                                 |                | فعال    | ذکر نشده‌است  | بسته         |
| ویکی‌فقه                             | درمورد فقه و اصول                                                       | ژوئیه ۲۰۱۲     | فعال    | ذکر نشده‌است  | بسته         |
| ویکی مبنا                           | دانشنامهٔ تخصصی پولی و مالی                                              | مارس ۲۰۱۵      | غیرفعال | ذکر نشده‌است  | بسته         |
| ویکی نجوم                           | دانشنامه تخصصی نجوم، اخترشناسی و کیهان‌شناسی                             | ژانویه ۲۰۱۲    | فعال    | ذکر نشده‌است  | آزاد         |
| ویکی‌نور                             | دانشنامهٔ تخصصی کتاب‌شناسی و زندگی‌نامه                                    | مهٔ ۲۰۱۶        | فعال    | ذکر نشده‌است  | بسته         |
| EverybodyWiki                       | دایرةالمعارف آنلاین شامل گرا                                            |                | فعال    | ذکر نشده‌است  | آزاد         |